# フリッツ・プレーグル
フリッツ・プレーグル（Fritz Pregl, 1869年9月3日 - 1930年12月13日）はオーストリア・ハンガリー二重帝国、リュブリャナ（現スロベニア）出身の化学者、医師。
インスブルック大学で生化学を教え、1913年以降はグラーツ大学に教授として赴任。生化学のための化学分析法を研究し、ごく微量の試料から臨床的な化学分析を可能にした。それによってホルモンや酵素、代謝についての研究を行った。
1923年に有機化合物の微量分析法の開発の功績によってノーベル化学賞を受賞した。
1930年にグラーツで死去。インスブルック大学の西にある墓地に葬られた。インスブルックには彼を記念したフリッツ・プレーグル通りがある。